# Sotra
Sotra è un arcipelago della contea di Vestland, in Norvegia, poco a ovest di Bergen. L'isola più grande è Store Sotra, mentre la più popolata è Litlesotra. Gran parte dell'arcipelago è parte del comune di Fjell, mentre la zona meridionale si trova nel territorio di Sund. Gli abitanti di Sotra sono circa 25.000 ed i collegamenti con la terraferma sono garantiti da alcuni ponti stradali, come il Ponte di Sotra.